# Joseph Claes
Pour les articles homonymes, voir Claes.
Joseph Claes, né à Hasselt le 13 décembre 1874 et mort à Beauraing en 1956, est un peintre, dessinateur et affichiste belge.
Son champ pictural couvre les paysages, les portraits, les satires sociales, les allégories, les sujets religieux et mythologiques. Son univers visionnaire exprime des sujets amers et désenchantés évoquant parfois l'univers de James Ensor.

## Biographie

### Famille
Joseph (Désiré Joseph) Claes, né à Hasselt le 13 décembre 1874, est le fils de Désiré Stéphane Claes (1836-1910), professeur d'athénée, et de Marie Anne Catherine Brouwers (1842-1911). Joseph Claes épouse à Namur le 6 août 1904 Flore Adolphine Jomouton (1877-1954), fille du peintre décorateur Adolphe Jomouton (1844-1918). Le couple a cinq enfants.

### Formation
Établi avec sa famille à Namur en 1881, Joseph Claes est formé à l'Académie des beaux-arts de Namur, de 1889 à 1893, où il est l'élève du peintre Louis Bonet. Concomitamment, il est apprenti chez le peintre décorateur Adolphe Jomouton, et s'adonne à la peinture de chevalet. De 1894 à 1901, il est établi à Paris, où il travaille comme décorateur, tout en visitant les institutions muséales de la capitale française. Il s'y lie avec différents artistes, dont le libertaire Aristide Delannoy, l'un des illustrateurs de L'Assiette au beurre. Cette amitié exerce une influence pérenne sur la carrière de Joseph Claes, les deux hommes partageant une aversion pour le pouvoir arbitraire.

### Carrière
Lorsqu'en 1901, Joseph Claes s'installe définitivement à Namur, il est aisément intégré dans la vie artistique et catholique de la cité wallonne. Il adhère à la Société d'art chrétien. Il est entrepreneur dans l'entreprise de peintures, rue de l'Arsenal, dirigée par son beau-père Adolphe Jomouton, et auquel il succède en 1913. La même année, il décore le plafond du Théâtre de Namur et ne commence à exposer ses œuvres qu'en 1914,.
Joseph Claes meurt à Beauraing, à l'âge de 81 ans, en 1956.

## Œuvre
Son champ pictural couvre les paysages, les portraits, les satires sociales, les allégories, les sujets religieux et mythologiques.
Au début de sa carrière, il est également affichiste. En 1912 à Charleroi, il remporte le troisième prix de concours d'affiche carnavalesque pour son projet intitulé Folie. Durant la Première Guerre mondiale, il réalise des centaines de dessins en lien avec le conflit.
En 1920, lorsque Joseph Claes expose au salon d'art religieux à Bruxelles, la critique de L'Indépendance belge le juge bien intéressant dans ses compositions restreintes qui possèdent l'ampleur, la noblesse et la couleur ardente des grands peintres de la Renaissance.
En 1933, une rétrospective d'une trentaine de toiles de Joseph Claes est organisée au Palais des Beaux-Arts de Bruxelles. Artiste trop discret, il expose rarement, mais les œuvres vues par le public demeurent dans les mémoires. Il a le don de la composition qui imprime à la réalité des accents fantastiques et une vie spirituelle intense. Il a l'imagination d'un bel illustrateur, mais il est peintre à part entière. Il sait fixer vigoureusement l'essentiel de la forme, faire chanter gravement la couleur et envelopper ses figures d'une manière troublante qui ajoute à l'étrange spiritualité de leur langage.
Le quotidien Vers l'Avenir considère le peintre comme un visionnaire qui conçoit et réalise par synthèses larges, brèves et sûres. Ses tableaux expriment une chose souvent amère, douloureuse, désenchantée. Les personnages sont des mannequins, des fantoches guignolesques d'une vie prodigieuse. Certaines œuvres évoquent Daumier, Forain et Ensor.

### Expositions
- Salon de Bruxelles de 1914 : L'Oiseau rare, La Fin de l'étape et La Maison des fous[4].
- Salon de Gand (XLVIIe) de 1922 : La Femme du fusillé[3].
- Palais des Beaux-Arts de Bruxelles : rétrospective Joseph Claes du 29 avril au 10 mai 1933, une trentaine de toiles, dont Disciples d'Emmaüs, L'Encens, Le Sermon, Fuite en Égypte, Conférencier, Passage à niveau, Distribution des pains,…[7].
- Rétrospective Joseph Claes à la Maison de la Culture de Namur en 1994[3].